# トガリアンコウザメ
トガリアンコウザメ（Scoliodon laticaudus）は、メジロザメ科に属するサメの一種。インド洋・西太平洋の熱帯に生息し、大きな群れを作る。体長72cmで平たい吻が特徴。餌は小魚や無脊椎動物。魚類の中では最も発達した胎生。雌は毎年、6か月の妊娠期間を経て6-18匹の仔を産む。人には無害。漁業上の重要種で、IUCNは保全状況を準絶滅危惧としている。

## 分類
1838年、ドイツの生物学者ヨハネス・ペーター・ミュラーとヤーコプ・ヘンレによってSystematische Beschreibung der Plagiostomenに記載された。ホロタイプはフンボルト博物館所蔵の42cmの剥製と推定される。属名Scoliodonは古代ギリシャ語skolex（ミミズ）、odon（歯）、種小名laticaudusはラテン語latus（幅広い）、cauda（尾）に由来する。
形態系統学・分子系統学のデータからは、本種はヒラガシラ属と共にメジロザメ科の基底群を構成するとされる。さらに、解剖学的な類似は、始新世中期(48.6-37.2Ma)に他種から分岐したシュモクザメとの類縁も示唆している。2012年の分子系統解析では、ヒラガシラ属とともにトガリメザメとの類縁関係が示唆された。

## 形態
体は小さくずんぐりしており、幅広い頭と非常に平たいシャベル型の吻を持つ。眼と鼻孔は小さい。口角は眼のかなり後方に至り、溝はあまりない。上顎歯列25-33、下顎歯列24-34。個々の歯は鋸歯のない、細く剣状で斜めの尖頭を持つ。胸鰭は短くて幅広く、第一背鰭は胸鰭より腹鰭に近い。第二背鰭は臀鰭よりかなり小さく、背鰭間に隆起はない。背面はブロンズグレー、腹面は白。鰭の色は体より暗い。最大74cmだが、不確実な記録では1.2mというものもある。

## 分布
インド太平洋西部に分布し、タンザニアから南アジアで見られる。深度10-13mの沿岸の岩礁底に生息する。かつては東南アジア・ジャワ島・ボルネオ島・台湾・日本など西部太平洋海域にまで生息するとされたが、2010年の研究結果より、同海域に住む個体群はボルネオトガリアンコウザメであると確認された。近縁のボルネオトガリアンコウザメはマレーシア・スマトラ島・ボルネオ島の河川下流域からも報告があるが、塩分濃度のデータがないためオオメジロザメのように淡水に耐えられるのかは不明である。

## 生態
個体数が多い所では、よく大きな揃った群れを作る。餌は主にアンチョビ・サイウオ科・ハゼ・テナガミズテングなどの小型硬骨魚。時折エビ・カニ・コウイカ・シャコなども食べる。条虫Ruhnkecestus latipi、回虫の幼生などの寄生虫が知られる。
排卵時の卵は直径1mm程度で、直径3mm程度から栄養を母体に頼るようになる。胎盤との結合は卵黄嚢から形成され、特異な柱状構造とガス交換を行う毛細血管網・長い付属物を持つ。胎盤組織は"trophonematous cup"という構造物で子宮壁に接し、母体の血流から栄養が送りこまれる。これは魚類での胎盤性胎生として最も発達したものである。
雌は年に一度繁殖する。妊娠期間は6か月で出生時は12-15cm。産仔数6-18。雄は24-36cm、雌は33-35cmで性成熟し、それに達するまでに6か月-2年かかると推定されている。寿命は雄で5年、雌で6年。

## 人との関連
人には無害である。刺し網・延縄・底引き網・罠・トロール網・釣りなどで零細・商業漁業共に広く捕獲されている。肉は他魚の釣り餌として、鰭はふかひれとして、粗は魚粉として用いられる。また、肉を氷酢酸で処理し粉末状ゲルとすることで、サプリメント・生分解性フィルム、ソーセージの皮などにも用いられる。
重要種だが漁業統計データはない。1996年の報告では、中国市場で、また北オーストラリア漁業で見られる最も一般的なサメだった。インド・パキスタンでも大量に漁獲され、インドのある都市では1979-1981年にかけて年平均823t漁獲されていた。カリマンタン島などで刺し網により混獲もされている。繁殖周期が短く多少の漁獲圧には耐えられるが、繁殖力自体は低いためIUCNは保全状況を準絶滅危惧としている。沿岸性のため、沿岸の開発による影響も無視できない。